# Thomas Jefferson
Thomas Jefferson, ameriški politik, politični filozof, agronom, vrtnar, arhitekt, etimolog, matematik, kriptograf, inšpektor, paleontolog, pisatelj, odvetnik, izumitelj in violinist, * 13. april 1743 , † 4. julij 1826.
Jefferson je bil tretji ameriški predsednik (1801–1809), glavni avtor Deklaracije neodvisnosti in eden najvplivnejših ustanoviteljev Združenih držav Amerike. Med pomembnejše dogodke med njegovim predsedovanjem sodi nakup Louisiane, prepoved uvoza leta 1807 in odprava Lewisa in Clarka (1804–1806).
Politični filozof, ki je podpiral klasični liberalizem, republikanizem in ločitev cerkve od države, je avtor Virginijskega statuta o verski svobodi (1779, 1786), ki je bil osnova ustanovnega člena prvega amandmaja Ustave ZDA. Po njem se imenuje Jeffersonova demokracija. Bil je ustanovitelj in predsednik Demokratične republikanske stranke ZDA, ki je bila na čelu ameriške politike več kot četrt stoletja in je predhodnica današnje Demokratične stranke ZDA. Bil je tudi drugi guverner Virginije (1779–1781), prvi državni sekretar ZDA (1789–1793) ter drugi podpredsednik ZDA (1797–1801).
Poleg političnne kariere je bil tudi agronom, vrtnar, arhitekt, etimolog, matematik, kriptografist, inšpektor, paleontolog, pisatelj, odvetnik, izumitelj, violinist in ustanovitelj Univerze Virginije. Mnogi priznavajo Jeffersona kot enega izmed najboljših predsednikov vseh časov. Predsednik John F. Kennedy je pozdravil dobitnike 49. Nobelovih nagrad v Beli hiši leta 1962, rekoč:
»Zdi se mi, da je to najbolj izjemna zbirka talentov in znanja, kar se jih je kdajkoli zbralo v Beli hiši, z eno izjemo - ko je Thomas Jefferson večerjal sam.« (»I think this is the most extraordinary collection of talent, of human knowledge, that has ever been gathered at the White House, with the possible exception of when Thomas Jefferson dined alone.«)

## Življenje
Rodil se je 13. 4. 1743 v Shadwellu, v britanski koloniji Virginija. Bil je tretji izmed desetih otrok ter angleškega porekla. Njegov oče je bil posestnik plantaže, del katere je Jefferson podedoval po njegovi smrti. Šolo je obiskoval v domačem kraju, kjer se je učil naravoslovja in kar štiri jezike (francoščino, latinščino in grščino). Pri 16. letih se je vpisal na College of Wiliam & Marry, kjer se je prvič seznanil z učenjaki, kot sta Francis Bacon in John Locke. Po zaključku študija je opravil pravosodni izpit in začel delati v odvetniški pisarni. Pri svojem delu se je večkrat srečal s sužnji, ki so na sodiščih iskali pravico do svobode. Jefferson se je pri obrambi mnogokrat oprl na razsvetljenska načela naravnega prava, katera je zagovarjal vse svoje življenje. 
Kljub zagovarjanju pravice do osebne svobode pa je bil Thomas Jefferson tudi lastnik sužnjev. Ti so mu pomagali pri gradnji njegovega domovanja Monticello, ki so ga zgradili leta 1770. Dve leti kasneje se je poročil z Martho Wayles Skelton. Rodilo se jima je kar deset otrok, a sta le dva preživela otroštvo. Leta 1782, deset let po poroki, je Martha umrla zaradi sladkorne bolezni.
Thomas Jefferson je umrl 4. 7. 1826, na 50. obletnico sprejema Deklaracije neodvisnosti. Pokopan je na družinskem pokopališču na posestvu Monticello. V Washingtonu danes stoji tudi njegov memorial.

### Knjižni navdušenec
Jefferson je ljubil knjige, celo do te mere, da je bil zaradi njih v velikih dolgovih. Kljub temu je venomer širil svojo zbirko. Nekoč je v pismu Johnu Adamsu zapisal: »Ne morem živeti brez knjig.«  Prvo zbirko 200. knjig je podedoval od očeta, a je ta pogorela v požaru. Začel je zbirati nove knjige in do leta 1814 je imel v osebni knjižnici več kot 6.500 knjig. Istega leta so Britanci požgali Kongresno knjižnico v Washingtonu in Jefferson je le-tej prodal 6000 izvodov svoje zbirke. Svojih dolgov pa kljub veliki kupnini žal ni uspel poplačati. 

### Politično življenje
Leta 1775 se je Jefferson aktivno vključil v politično življenje. Spoprijateljil se je z Johnom Adamsom, ki ga je predlagal za pisca osnutka akta, ki bi ameriške kolonije osvobodil izpod britanske nadoblasti. Ta akt je postal Deklaracija neodvisnosti, ki so jo sprejeli 4. julija 1776. Jefferson je takrat v preambuli zapisal znane besede: »Vsi ljudje so enaki« in se s tem ponovno zavzel za človekove pravice. Po odcepitvi ZDA je bil Jefferson član Kongresa in zunanji minister. Bil je tudi drugi podpredsednik ZDA, poleg 2.predsednika Johna Adamsa. 
Leta 1800 je kandidiral za predsednika proti Johnu Adamsu in zmagal. Funkcijo je opravljal do leta 1809.

## Filozofija
Thomas Jefferson je bil tudi velik mislec. Svojo filozofijo je črpal od Johna Locka, Isaaca Newtona in Francisa Bacona, pa tudi od Voltaireja in Montesquieuja. Njegove razsvetljenske ideje so krojile ameriško državnost, saj jih je prelil tudi Deklaracijo o neodvisnosti. Zagovarjal je demokracijo kot izraz ljudstva, ki temelji na neodtuljivih pravicah vsakega državljana, kot sta svoboda govora in pravica do sodnega varstva. Poudarjal je tudi decentralizirano oblast ter strogo ločitev religije od države. Tudi črncem, ki jih je imel za sužnje, je priznaval enake pravice kot vsem ostalim. Kljub temu, da je bil sužnjelastnik, se je zavzemal za emancipacijo Afro-Američanov in postopno integracijo v družbo. Menil je namreč, da bi jih bilo nespametno spustiti v družbo nepripravljene. Zato je mnogim omogočil izobrazbo. Nekaj svojih sužnjev je tekom svojega življenja tudi osvobodil. 
Čeprav Thomas Jefferson primarno ni bil filozof, lahko iz njegovih knjig in pisem razberemo mnogo prodornih filozofskih idej. Te ne segajo le na področje politike in državljanstva, temveč se dotikajo tudi izobrazbe, šolstva in morale. 

### Epistemološki pogledi
V svojem splošnem pogledu na svet je bil Jefferson empirist. Verjel je v moč čutnega zaznavanja. V pismu Johnu Adamsu je nekoč zapisal: »Čutim, torej obstajam«. Misel spominja na slavni Descartesov rek (Mislim, torej sem.). Vendar pa Jefferson nadaljuje v drugo smer. Čuti svoj obstoj, vendar čuti tudi druga telesa. Torej obstajajo tudi druga telesa. Kar čuti, poimenuje snov. Kjer ni snovi, je ničnost. Iz te misli nadalje izpelje, da je tudi naš um snovne oblike. Pravi, da če bi bil nesnoven, bi bil ničen (»To talk of immaterial existences is to talk of nothings.«). Kritiziral je tudi delo Carla Linnaeusa; trdil je, da narava ustvarja posamezne biti. Niti dva primerka živali ali rastline ali kristala nista enaka. Ljudje kategoriziramo iz nuje, saj ta neskončnost presega naše kapacitete spomina. Jeffersonove besede glede stvarjenja bi lahko povzeli takole: ko pogleda v vesolje, je za človeški um nemogoče, da ne bi opazil in začutil skladnosti, ki jo žene neka neznana sila. Nemogoče si je predstavljati, da za vsem tem ne stoji Stvarnik, ohranjevalec in regulator vseh stvari, ki jim je dovoljeno obstajati. Ta stvarnik služi tudi kot regenerator, saj že obstoječe stvari spreminja v druge in nove. 

### Vera, religija, morala
Thomas Jefferson je veliko pisal o religiji. Izhaja iz pravice vsakega človeka, da je lahko srečen. Iz tega izpelje pravico vsakega, da svobodno veruje in časti, kar sam želi. Ta ideja je bila nato vtkana v Deklaracijo o neodvisnosti in pozneje ameriško ustavo. Danes je ta pravica zapisana tudi v slovenski Ustavi, poznamo jo kot pravico do svobode vesti. Slehernik ima pravico, da javno izpoveduje vero in se svobodno opredeljuje, ni se dolžan opredeliti glede svojega prepričanja. Jefferson je to idejo razvijal več kot dvesto let nazaj. Iz osnovne ideje je izpeljal, da vera zadeva posameznika in njegovo božanstvo; posledično nihče ne dolguje svoje vere drugemu (Cerkvi ali kakšni podobni instituciji). Še najmanj pa lahko v vero posega država. Zato se mora vzpostaviti »zid«, ki bo strogo ločil vero od države. Slednja ne sme izdajati zakonov, ki bi to pravico omejevali ali uvajali državno religijo. Jefferson je bil kristjan, vendar se je miselno bolj našel v razsvetljenskem deizmu. Trdil je, da se osredotoča na moralne nauke svoje religije. Verjel je, da so ti moralni nauki skupni vsem religijam. Ti nas namreč učijo, kako živeti življenje. Religije se po njegovih besedah razlikujejo po dogmah, obredih itd. Tem se ni preveč posvečal, zanj je imela težo morala. Na Jezusa ni gledal kot odrešenika človeštva, temveč kot velikega moralnega reformatorja. 
Čeprav je bil Jefferson razsvetljenec, za katerega je bil razum gonilo človeštva, pa je za moralo trdil, da je ne žene razum, temveč moralni čut. Ta čut je del vsakega posameznika, podobno kot tista za vid in sluh. Dan je od Boga, vsakemu v večji ali manjši meri. Z vajo in trudom se lahko izboljša, z zanemarjanjem se poslabša. Verjel je, da deluje brez posredovanja razuma, spontano. V pismu svoji hčeri je zapisal, da naj vsakič, ko želi storiti nekaj slabega, najprej pretehta. Nekaj v njej ji bo povedalo, da je to narobe. To je njen moralni čut in mora ga ubogati. Rekel je tudi, da mora vsak ravnati v vseh okoliščinah tako, kot da bi ga gledal ves svet. Vlogi razuma je pripisoval več možnosti. Razum lahko služi kot orodje za okrepitev morale, za oblikovanje splošnih vedenjskih pravil (pravo) in za učenje morale skozi spoznavanje zgodovine. Verjel je tudi v moralni razvoj človeštva, saj naj bi skozi čas moralno rasli. V zgodovini pa je bilo nekaj odstopanj, hitrih vzponov in padcev. Rastoče zavedanje naravnih pravic v njegovem času (stare monarhije so propadale, v vzponu so bile nove države) je bilo po njegovem mnenju znak, da človeštvo zopet raste.

### Politična misel
Na političnem področju je bil Thomas Jefferson republikanec. Svoje nazore je orisal v svojem govoru ob inavguraciji za predsednika ZDA. Med njimi so pravica do svobode vesti, telesne nedotakljivosti, svobode govora, volitev, odločanja večine. Zavzemal se je za vladavino prava in pravično sojenje. Vse te ideje so danes v takšni ali drugačni obliki zapisane v ustavah demokratičnih držav. Jefferson je podal še nekaj nazorov za samo državo. Ta mora spodbujati kmetijstvo in trgovino. Obdavčenje mora biti blago, vse dolgove pa mora država čim prej poplačati. Vojska mora biti dobro disciplinirana, hkrati pa je podrejena civilni oblasti. Slednja pa si mora prizadevati za mir in sodelovanje z drugimi državami. S temi nazori je Jefferson definiral republikanstvo. Nesporno je zagovarjal, da so vsi ljudje ustvarjeni enako in morajo zato imeti enake možnosti. Hkrati pa se je zavedal, da ima vsak človek svoj pogled na svet in svoje cilje. Zato je treba vsakemu omogočiti, da v življenju počne, kar želi. Republikanska vladavina naj bi torej vzpostavljala minimalne politične okvire in strukture, s katerimi se lahko ljudem omogoči svobodo in vse prej naštete pravice, ki pridejo z njo.

### Aristokracija in izobrazba
Thomas Jefferson je razmišljal tudi o aristokraciji. Ločil jo je na naravno in umetno. Umetni aristokrati so tisti, ki so rojeni v premožne družine, v družine na oblasti itd. Tem je omogočena vsa izobrazba in moč, da zavladajo. Večina vladajočih v njegovem času je po njegovem mnenju iz te skupine. Nasprotje umetnim so naravni aristokrati (The Natural Aristoi). Te ne determinira bogastvo in modra kri, temveč vrline in talent. Ti imajo namreč zasluge za napredek človeštva, s svojim talentom (veščina, ambicije) in vrlinami (dobra morala). Jefferson zatrjuje, da bi morali oni vladati v državi. Naloga slednje je zagotoviti sistem, da bodo ti lahko prodrli do vlade. Tu je Jefferson seveda mislil javno in splošno šolstvo ter svobodna občila. Če bo ljudstvo izobraženo, bo lahko na svobodnih volitvah izbiralo med naravnimi in umetnimi, ter se odločilo za naravne aristokrate. Tako bosta zagotovljeni dobra vladavina in napredek. Slehernik mora imeti možnost, da se izobrazi glede na svoj položaj v družbi in njegove cilje. Jefferson je podpiral idejo o šolstvu, ki je financirano iz davkov. Najbistrejšim mora biti omogočena visoka izobrazba, ki naj bo plačana iz javnih sredstev. Izobraževanje pa ne sme biti usmerjeno v ozka področja. Širina znanja odpre človeku pot do globljih spoznanj in ustvarja dobrega državljana. 

### Ustava in revolucija
V pismu Jamesu Madisonu se Thomas Jefferson sprašuje o ustavi, češ, ali ima ena generacija ljudi pravico omejiti drugo? Menil je, da morajo biti ustave čvrste, a spremenljive, če je takšna volja ljudstva. Le tako se zagotovi napredek. Vsaka generacija ima pravico svoj svet oblikovati po svoje, vendar pa nosi tudi odgovornost, da svet za seboj pusti vsaj v enakem stanju kot ga je dobila. Zemlja je namreč »dana živečim v rabo«. Njegove ideje so bile zelo oprijemljive, saj je trdil, da vsaka ustava ali zakon po naravi preteče po 19 letih. Takrat more biti nujno revidirana, popraviti se morajo napake in sprejme se nov akt. Po njegovih besedah, daljši čas izvajanja ustave pomeni prisilo in ne pravičnosti. 
Jefferson se je zavedal, da lahko tudi dobra vladavina zaide iz poti. Enkratne spodrsljaje bi morali po njegovem mnenju tolerirati. Večkratne poskuse avtokracije in tiranije pa ima ljudstvo pravico, da vladavino spremeni ali pa vzpostavi novo. Vseeno pa je treba te odločitve skrbno pretehtati. Vlade ne gre rušiti zaradi trenutnih vzgibov, to lahko vodi še v vzpostavitev slabše vlade. Jefferson je tako zavračal revolucije. 